# شاركنيدو 3: أوه هيل نو!
شاركنيدو 3: أوه هيل نو! (بالإنجليزية: !Sharknado 3: Oh Hell No)‏ هو فيلم خيال علمي أصدرت في 22 يوليو سنة 2015

## وصلات خارجية
- شاركنيدو 3: أوه هيل نو! على موقع IMDb (الإنجليزية)
- شاركنيدو 3: أوه هيل نو! على موقع ميتاكريتيك (الإنجليزية)
- شاركنيدو 3: أوه هيل نو! على موقع روتن توميتوز (الإنجليزية)
- شاركنيدو 3: أوه هيل نو! على موقع نتفليكس (الإنجليزية)
- شاركنيدو 3: أوه هيل نو! على موقع ألو سيني (الفرنسية)
- شاركنيدو 3: أوه هيل نو! على موقع Turner Classic Movies (الإنجليزية)
- شاركنيدو 3: أوه هيل نو! على موقع فيلمافينيتي (الإسبانية)
- شاركنيدو 3: أوه هيل نو! على موقع قاعدة بيانات الفيلم (الإنجليزية)
- شاركنيدو 3: أوه هيل نو! على موقع ليتربوكسد (الإنجليزية)
- شاركنيدو 3: أوه هيل نو! على موقع كينوبويسك (الروسية)

1. ↑  مذكور في: قاعدة بيانات الأفلام على الإنترنت. مُعرِّف قاعدة بيانات الأفلام على الإنترنت (IMDb): tt3899796. الوصول: 12 يونيو 2019. لغة العمل أو لغة الاسم: الإنجليزية.
2. ↑  مذكور في: سجل معرف الترفيه. مُعرِّف سجل التَّرفيه (EIDR): 10.5240/08B6-1445-7550-7187-4474-9. الوصول: 12 يونيو 2019.
3. ↑  مذكور في: Terjesztésre kerülő filmalkotások és artfilmek nyilvántartása. الوصول: 14 أبريل 2023. الناشر: الهيئة الوطنية للإعلام والاتصال. لغة العمل أو لغة الاسم: المجرية.